# Gjerlev Herred

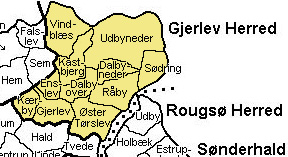
Gjerlev Herred

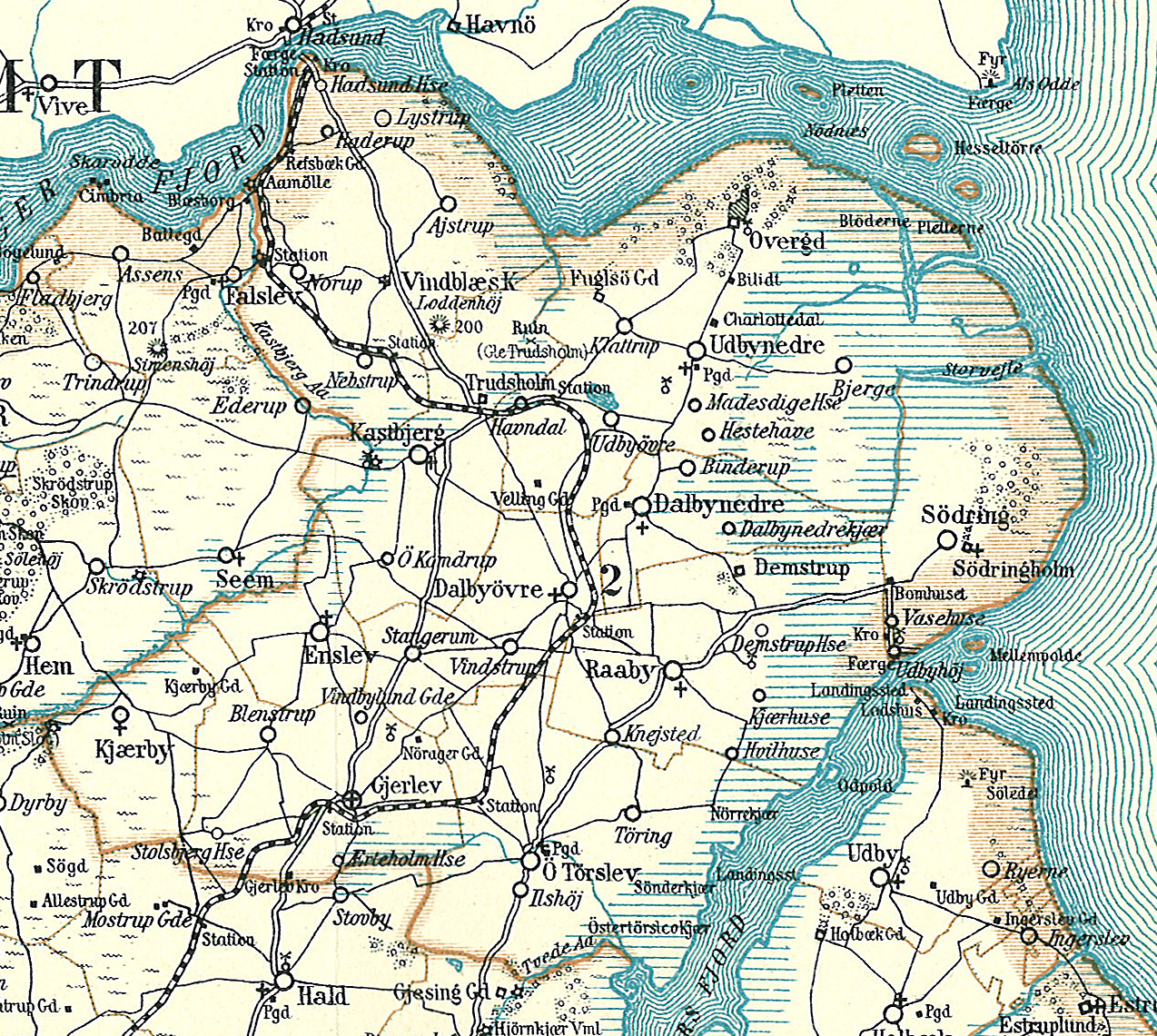
Gjerlev Herred rond 1900

Gjerlev Herred was een herred in het voormalige Randers Amt in Denemarken. In Kong Valdemars Jordebog wordt Gjerlev vermeld als  Herlefhæreth. In 1970 werd het gebied ingedeeld bij de nieuwe provincie Aarhus.

## Parochies
Gjerlev was oorspronkelijk verdeeld in 11 parochies.
- Dalbyneder
- Dalbyover
- Enslev
- Gjerlev
- Kastbjerg
- Kærby
- Råby
- Sødring
- Udbyneder
- Vindblæs
- Øster Tørslev